# Stadium de Vitrolles
Le stadium de Vitrolles est une salle polyvalente située à Vitrolles dans les Bouches-du-Rhône. Construit par l'architecte Rudy Ricciotti, il s'agit d'un bâtiment en béton noir, construit sur le site d'une ancienne décharge de bauxite.
Notamment construit pour le club de handball de l'OM Vitrolles, le bâtiment ne survit pas au dépôt de bilan du club en 1996 et est à l'abandon depuis 2000. Des études sont en cours concernant sa possible réouverture.

## Histoire
Inauguré en 1994, le stadium est construit à l'initiative de la  Ville de Vitrolles. Il s'agit d'une des premières grandes œuvres de Rudy Ricciotti, qui est également l'architecte du Pavillon noir d'Aix-en-Provence et du MuCEM à Marseille.
Le bâtiment accueille des spectacles et surtout les matchs du club phare du handball français de l'époque, l'OM Vitrolles. Mais dans le sillage de l'affaire VA-OM, le club se retrouve en difficultés et disparait en 1996.
En 1998, porté par ses ambitions nationales, Bruno Mégret, le maire Front national (FN) de Vitrolles, programme un concert de rock identitaire au Stadium. La Fnac refuse de vendre les billets et le groupe électrogène du Stadium est dynamité par des opposants au FN cherchant à empêcher le déroulement du concert, qui se tient finalement sur le parking et fait un flop. Ces troubles surviennent à la fin de la délégation de service public liant la société de gestion à la mairie. Une occasion en or pour les édiles d’extrême droite, qui ont la main sur la culture et profitent du terme du contrat pour ne pas renouveler la délégation. Le 29 octobre 1998, le Stadium est fermé au public, après quatre années seulement d’activité.
En 2000, le Stadium « est laissé à l’abandon, à flanc de colline, planté sur les boues rouges d’une ancienne décharge de bauxite, tel un géant agonisant dans son sang ».
En novembre 2019 le stadium est le théâtre d'une free party illégale appelée "el Pueblo del ruptor 2" organisée par le collectif du même nom ainsi que les sounds systems Absolem, Inconit, Oskour, Bass'alp et enfin Poivro family. Les "tefeurs" purent se défouler au rythme de musiques allant des années 1980, tekno en passant par le punk. Des spectacles mêlent feu et cascades furent partie intégrante de la soirée.

## Possible réouverture
Depuis sa fermeture, plusieurs projets existent afin de rouvrir le stadium de Vitrolles. Avec une capacité de 5 000 places, il s'agirait en effet de la cinquième plus grande salle de la métropole d'Aix-Marseille-Provence. Sa gestion a été confiée à la communauté d'agglomération du pays d'Aix en 2004 qui a lancé un diagnostic technique mais sans donner de suite. La ville de Vitrolles a récupéré la gestion en 2015 dans la perspective de « redonner un sens à ce lieu ». Un audit est en cours et la municipalité est à la recherche de financements et d'une structure intéressée pour occuper les lieux. Les travaux de rénovation nécessaires après plus de quinze ans d'abandon se chiffreraient « en millions d'euros ».
En  novembre 2021, les plans de réouverture se concrétisent : le Festival d'Aix-en-Provence veut récupérer le Stadium de Vitrolles comme salle de concert, avec une exécution de la Deuxième symphonie de Mahler en juillet 2022.
En 2024, les premiers évènements festifs légaux se déroulent depuis la fermeture du Stadium en 1998. Au programme, le festival de techno Basses Fréquences investit le lieu durant une soirée mi-avril, tandis que le Dub Station Festival (reggae-dub) se déploie à l'extérieur de l'édifice pendant deux jours fin-juin.